# Symplecta (Psiloconopa) laevis restricta
Symplecta (Psiloconopa) laevis restricta is een ondersoort van de tweevleugelige Symplecta (Psiloconopa) laevis uit de familie steltmuggen (Limoniidae). De ondersoort komt voor in het Nearctisch gebied.